# Raig verd

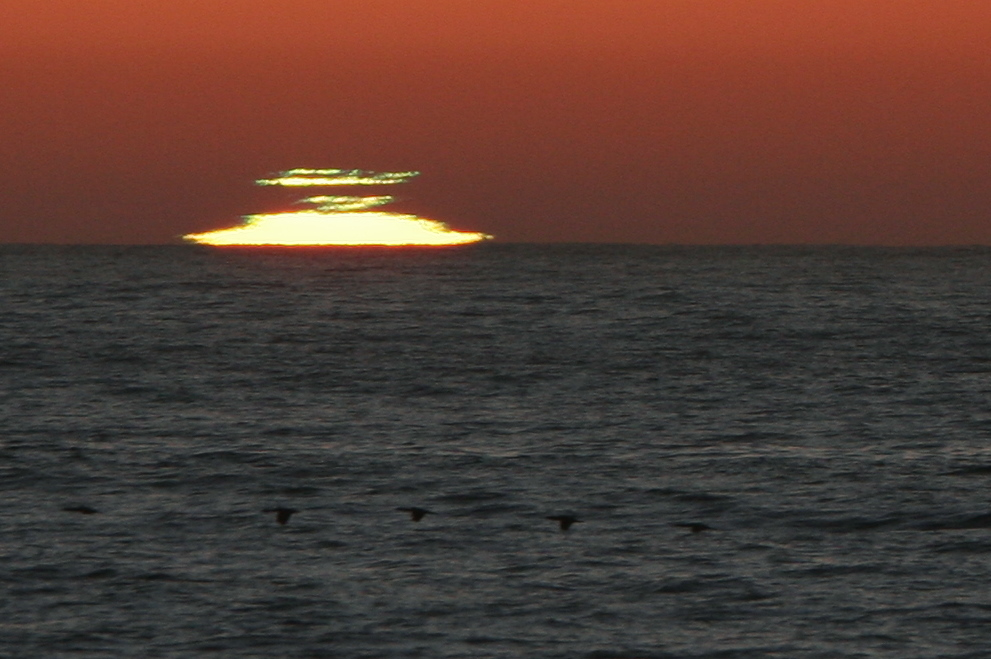
Un raig verd a Califòrnia

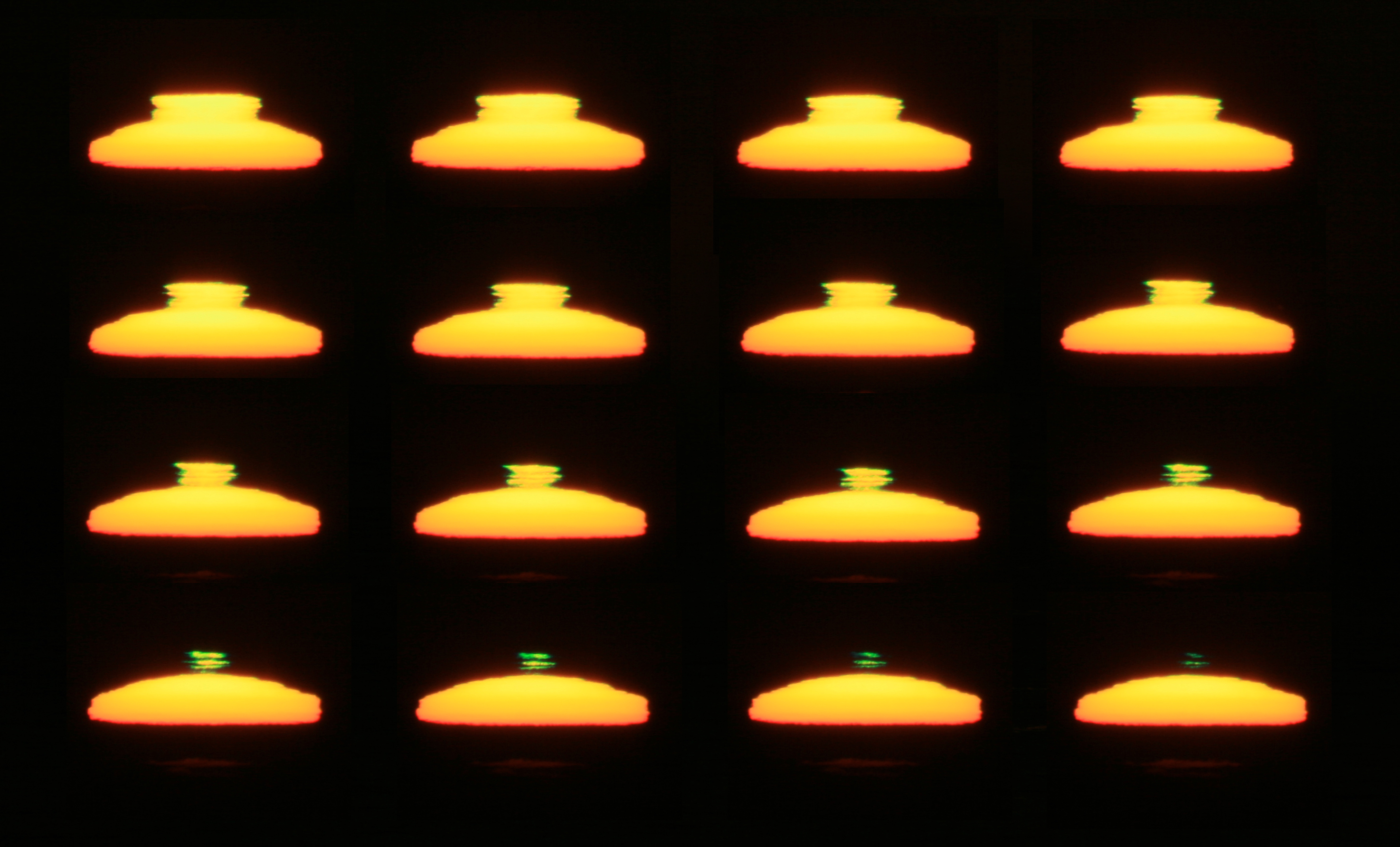
Evolució detallada d'un raig verd

Raig verd o llampada verda és un fenomen òptic atmosfèric que es pot observar poc després de la posta de sol o poc abans de la sortida, en el qual es pot veure un punt verd, normalment durant un o dos segons, sobre la posició del sol. També pot veure's com un llamp verd que surt del punt on s'ha post el sol. Els raigs verds són en realitat un grup de fenòmens que es desenvolupen per diferents causes, alguns més comuns que d'altres. Els raigs verds es poden observar des de qualsevol altitud (fins i tot des d'un avió). Normalment es veuen quan l'horitzó no presenta obstacles, com a l'oceà, però també apareixen sobre núvols i sobre muntanyes.
També es poden veure raigs verds produïts per altres objectes brillants a l'horitzó, com la Lluna, Venus o Júpiter.
El concepte del raig verd va ser popularitzat per la novel·la El raig verd de 1882, de Jules Verne, en què descriu el seu color com:
" ...un verd que cap artista no podria obtenir mai a la seva paleta, un verd del qual ni els variats tints de la vegetació ni els tons del mar més net no podrien produir mai igual! Si hi ha un verd al Paradís, només pot ser d'aquest to, que segurament, és el verdader verd de l'esperança!"

## Explicació
Les causes que provoquen el raig verd es troben en la refracció de la llum (com succeeix en un prisma) en travessar l'atmosfera: la llum es mou més lentament a l'aire baix, més dens, que a l'aire en capes superiors, menys dens. A causa d'això, els rajos de llum solar segueixen una trajectòria lleugerament corba, en la mateixa direcció que la curvatura de la Terra. La llum d'alta freqüència (verd-blau) es corba més que la llum de baixa freqüència (vermella-taronja), així que els raigs verds i blaus de la part superior del sol en l'horitzó romanen visibles mentre que els llamps vermells estan tapats per l'horitzó.
Els raigs verds es reforcen per l'efecte miratge, que incrementa el gradient de densitat a l'atmosfera i, per tant, incrementa la refracció. El raig verd es veu amb major probabilitat en aire net, que permet que més llum assoleixi l'observador sense ser dispersada. No es veu un "raig blau" perquè el color blau es dispersa més en l'aire i queda només la llum de color verd com dominant.
Amb un lleuger zoom, es pot arribar a veure una vora verda a la part superior del disc solar en moltes postes de sol, si el dia és clar. Tanmateix, l'efecte de llamp o de llampada requereix una forta estratificació per capes a l'atmosfera i un miratge que magnifiqui el color verd durant un període d'entre unes fraccions de segon i dos segons.

## Tipus
Sota la denominació de raig verd es poden identificar un grup de fenòmens descrits en aquesta taula:
| Tipus                                            | Característiques | Condicions                                                                               | Vist millor des de...                                                                                               |
| ------------------------------------------------ | --- | ---------------------------------------------------------------------------------------- | --- |
| Raig de miratge inferior (Inferior-mirage flash) | L'"últim cop d'ull" descrit en la novel·la de Jules Verne El raig verd: oval, aplatat per sota. Dura 1 o 2 segons.                                   | La superfície és més calenta que l'aire situat a sobre.                                  | A prop del nivell del mar.                                                                                          |
| Raig de fals miratge (Mock-mirage flash)         | Entrades que semblen "pessigar" una prima tira punteguda de l'aresta superior del sol. Dura 1 o 2 segons.                                            | Capa d'inversió atmosfèrica sota el nivell de la vista; superfície més freda que l'aire. | Quant més alt sigui l'espectador, més probable; el raig és més obvi quan l'ull està just sobre la inversió tèrmica. |
| Raig subconducte atmosfèric                      | La part superior d'un sol aparentment amb forma de rellotge de sorra que es torna verd durant diversos segons, fins a 15.                            | L'observador està sota una forta inversió atmosfèrica.                                   | En un estret interval d'altures just sota d'un conducte atmosfèric (pot ocórrer a qualsevol altura).                |
| Raig verd                                        | Raig verd de llum que es projecte cap a dalt o es veu immediatament després de la posta de sol. Normalment a longituds baixes. Dura bastants segons. | Aire boirós i un brillant raig verd que actuï com a font de llum.                        | Nivell del mar. |

La majoria dels raigs observats són de miratge inferior o de miratge fals, mentre que la resta constitueix només l'1% de les observacions. Un tipus no llistat a la taula és el raig sobre un núvol (vist quan el sol s'enfonsa en una boira costanera o un cúmul llunyà), que no s'explica del tot encara.

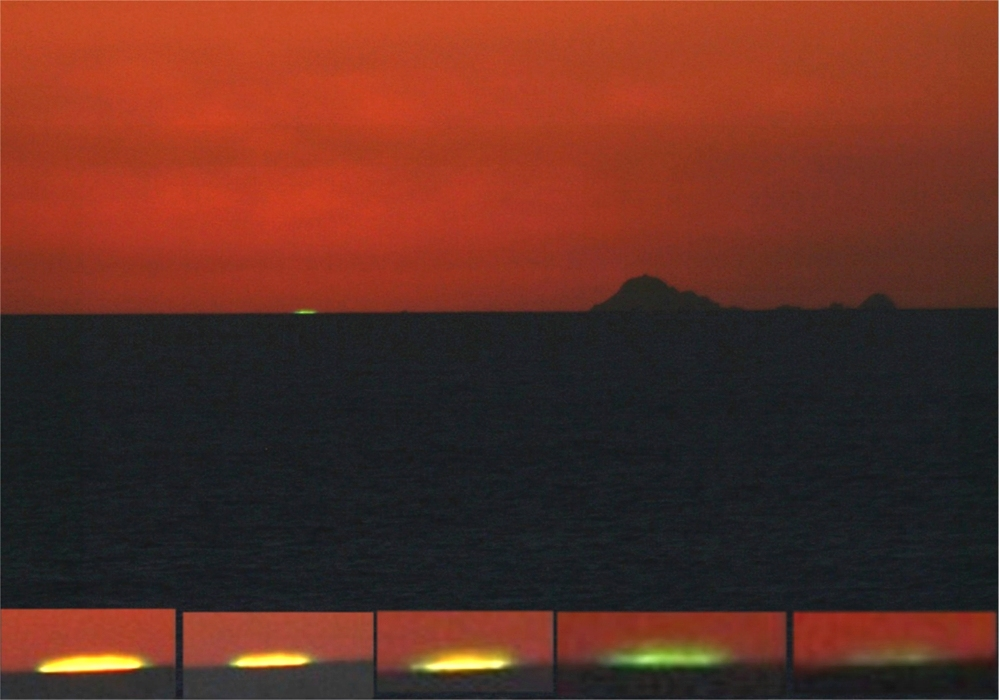
Raig verd de miratge inferior
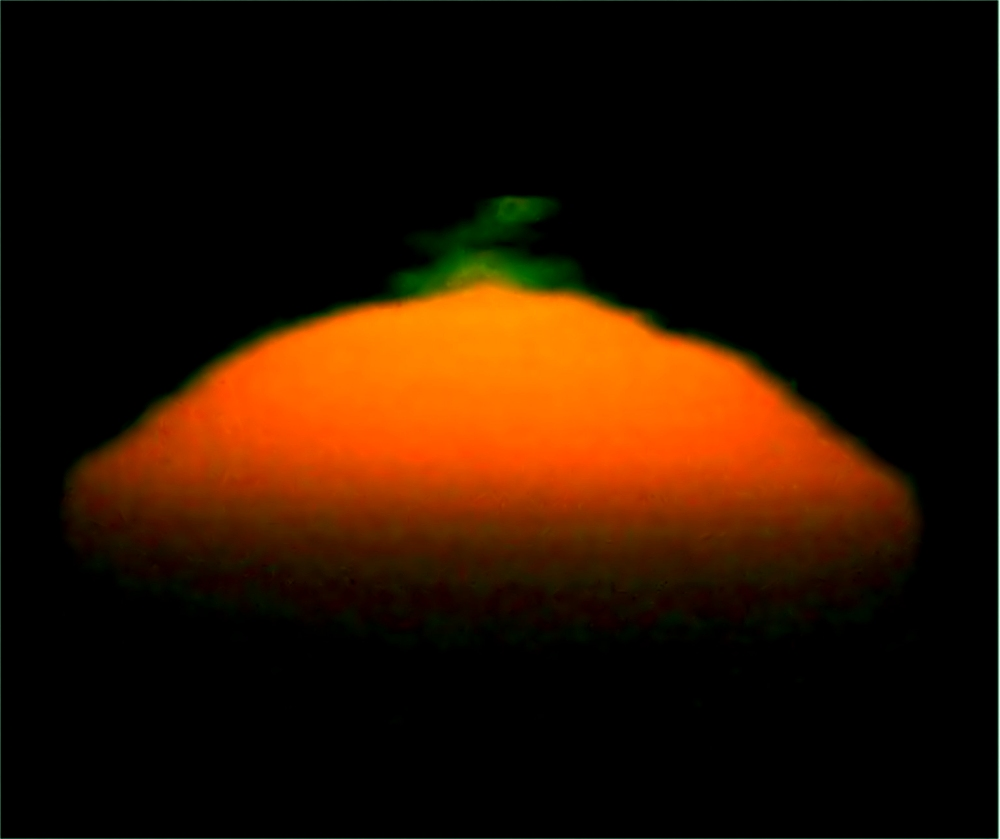
Raig verd de miratge fals
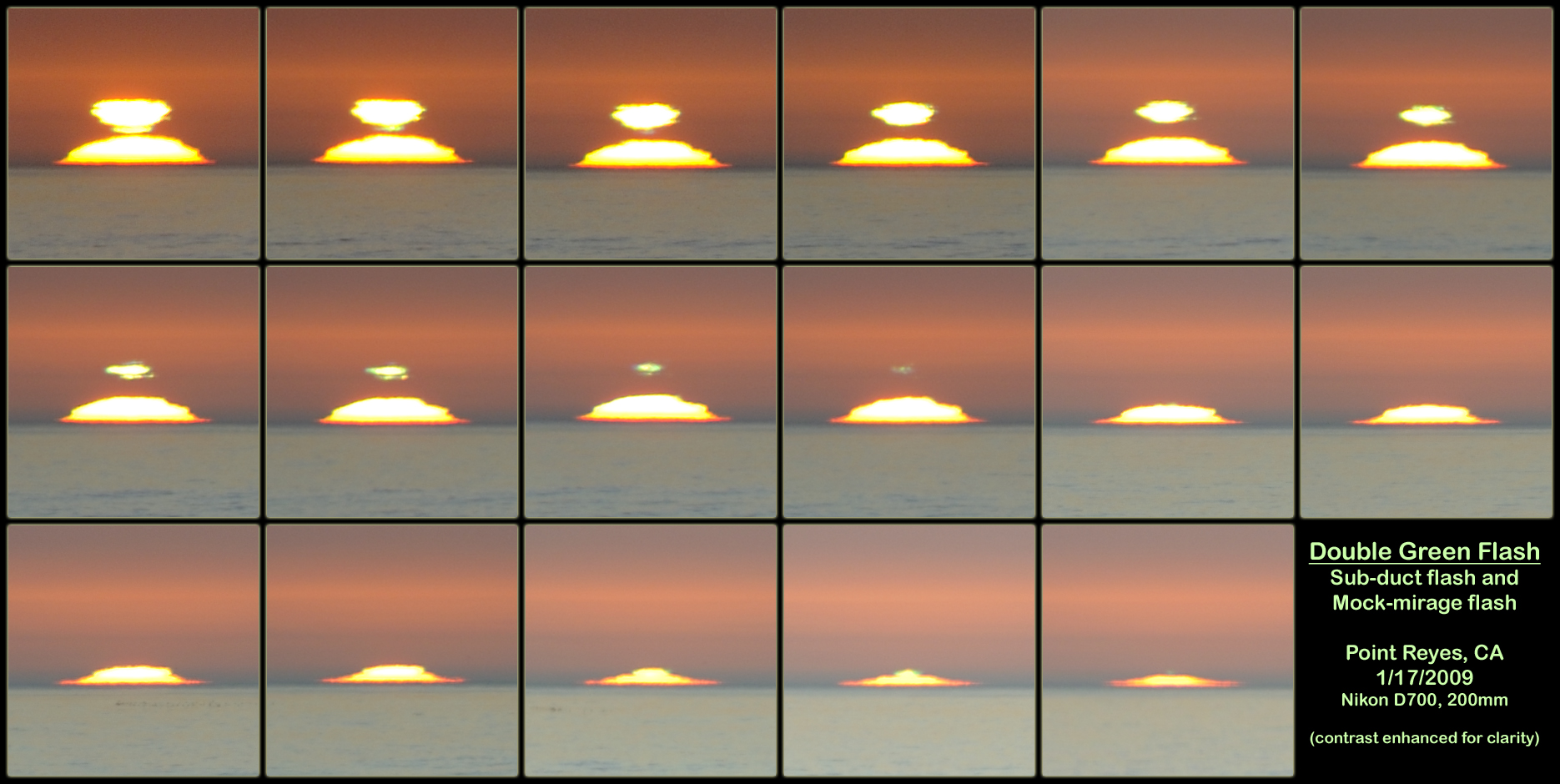
Raig verd de sub-conducte (i petit raig verd de miratge fals)

### Raigs blaus
Molt ocasionalment la quantitat de llum blava és suficient perquè es vegi una "llampada blava". No s'ha de confondre aquest terme amb l'ús similar de llampada blava per referir-se a la llum blava vista en accidents nuclears amb reaccions crítiques.

## Vora verda

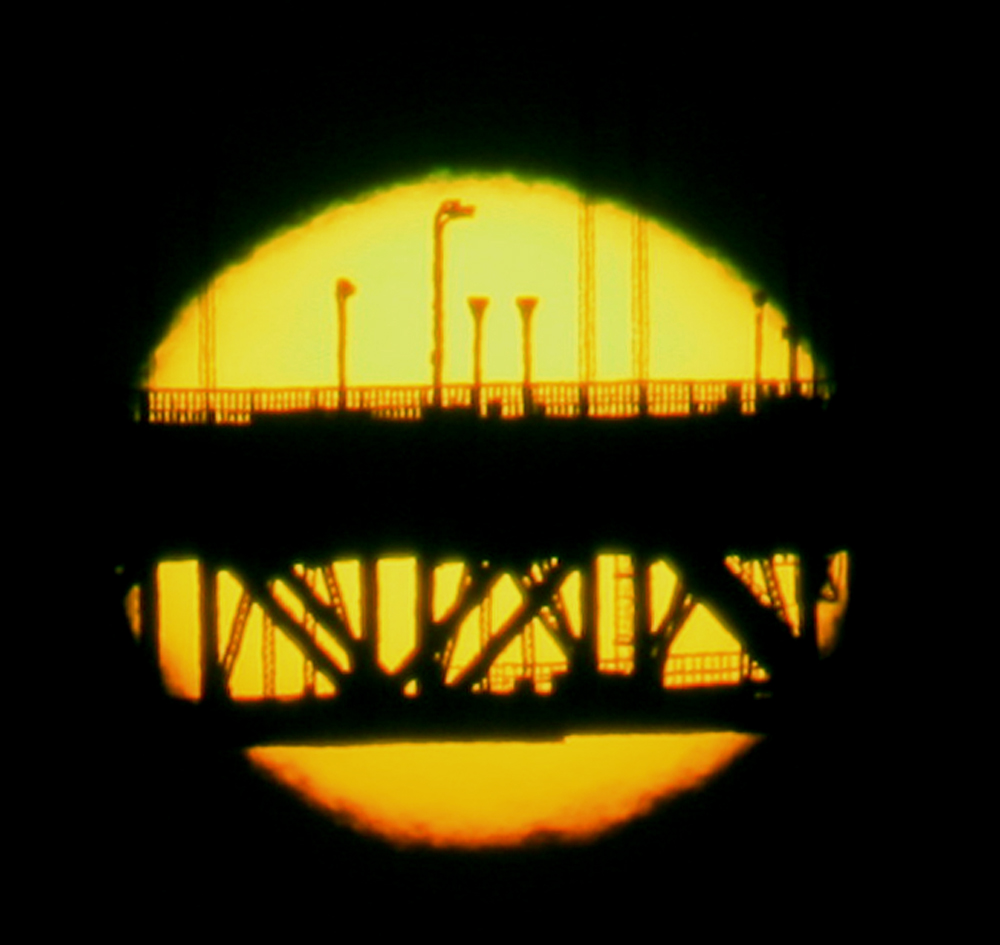
la vora superior és verda i la inferior vermella, en una posta de sol des del pont Golden Gate

Quan un objecte astronòmic (com el sol, la lluna, una estrella o una galàxia) es pon o surt, la llum que emet viatja per l'atmosfera, que funciona com un prisma separant la llum en diferents colors. El color de la part superior d'un objecte astronòmic pot variar de verd a blau i a violeta depenent de la concentració de contaminants en l'aire, que es redueix en expandir-se per l'atmosfera. La part inferior d'un objecte astronòmic apareix sempre vermella.
Una vora verda és molt prima i difícil o impossible de veure a simple vista. En condicions normals la vora verda en un objecte astronòmic es debilita més quan l'objecte és molt baix i a prop de l'horitzó, a causa de l'enrogiment de l'atmosfera, però de vegades les condicions són les correctes i es veu una vora verda just sobre l'horitzó.
L'efecte de vora verda que podria ser el de durada més llarga va ser la vora verda vista intermitentment durant 35 minuts per membres de l'expedició de Richard Evelyn Byrd el 1934 en la base d'exploració Little America II, establerta a l'Antàrtida:
| « | Hi va haver una cursa cap a la superfície, i quan els ulls van girar cap al sud, van veure un diminut però brillant punt verd on l'últim llamp de la part superior del sol encara quedava a l'horitzó. Va durar una quantitat de temps apreciable, bastants segons, i tal com va desaparèixer, va tornar a lluir. En total va romandre a l'horitzó amb curtes interrupcions durant trenta-cinc minuts. Quan va desaparèixer momentàniament va semblar haver quedat tapat per un petit cim, una desigualtat a l'horitzó causada per la superfície de la barrera de gel de Ross. Fins i tot movent el cap unes quantes polzades desapareixia i apareixia una altra vegada i, després que hi hagués finalment desaparegut de la vista, es podia tornar a veure pujant els primers esglaons del pal de l'antena (sic). | » |

Per veure una vora verda de manera intermitent durant 35 minuts hi havia d'haver alguna forma de miratge present, a més de la major lentitud de les postes de sol a les zones properes al pol.
La vora verda és present en totes les postes de sol, però normalment és massa prima per a ser vista a simple vista (al contrari que el raig verd, que a més de la posta de sol requereix un efecte de miratge, però és més visible). El millor moment per observar una vora verda és uns 10 minuts abans de la posta de sol. Tot i que és massa aviat per mirar directament el sol usant qualsevol tipus d'amplificació com uns binoculars o un telescopi, es pot projectar una imatge amplificada sobre un full de paper per veure-ho de manera segura. Quan el sol s'apropa a l'horitzó la vora verda es debilita per l'enrogiment de l'atmosfera.

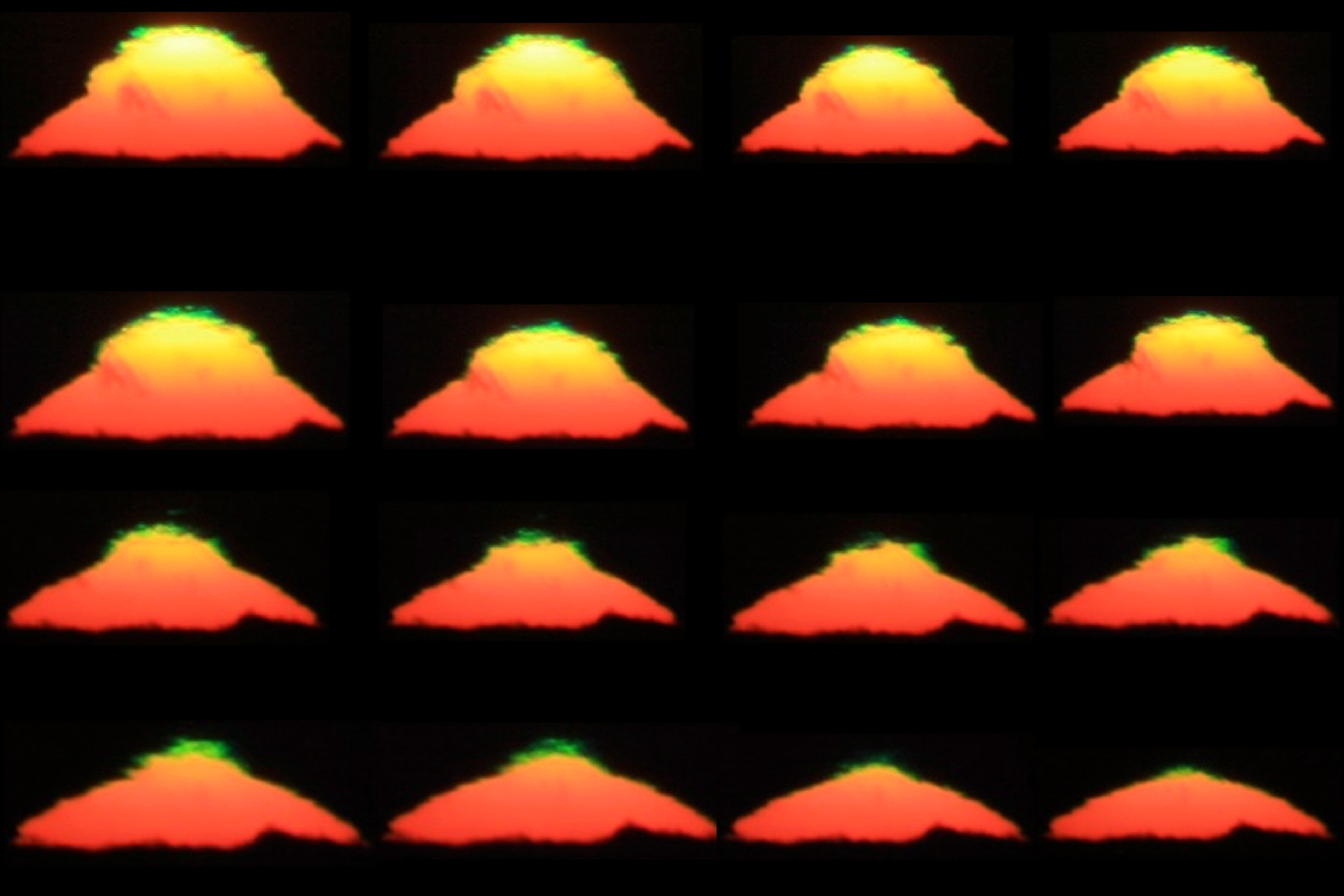
Vora verda i raigs verds en una posta de sol
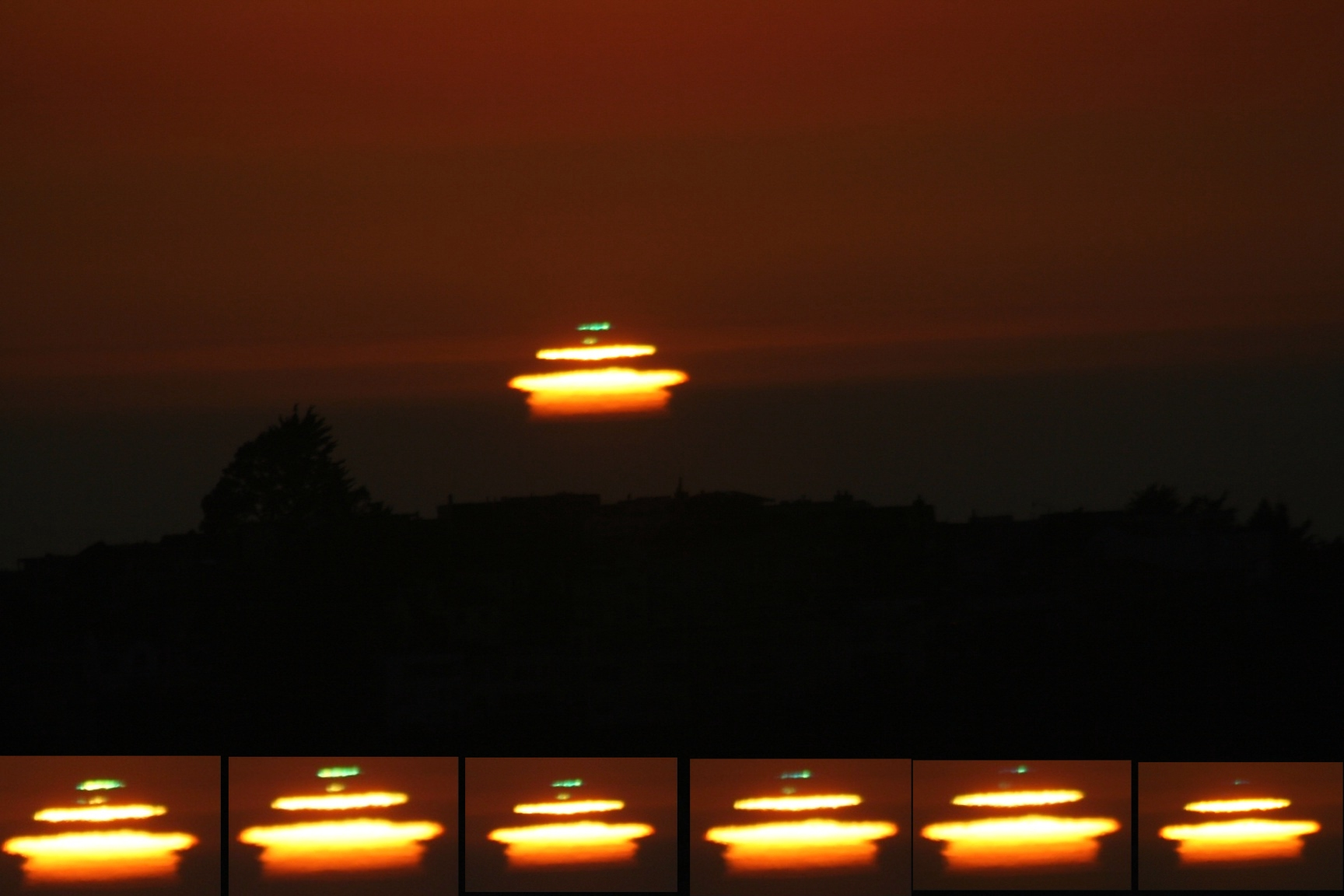
Raig verd de fals miratge a San Francisco (Califòrnia)
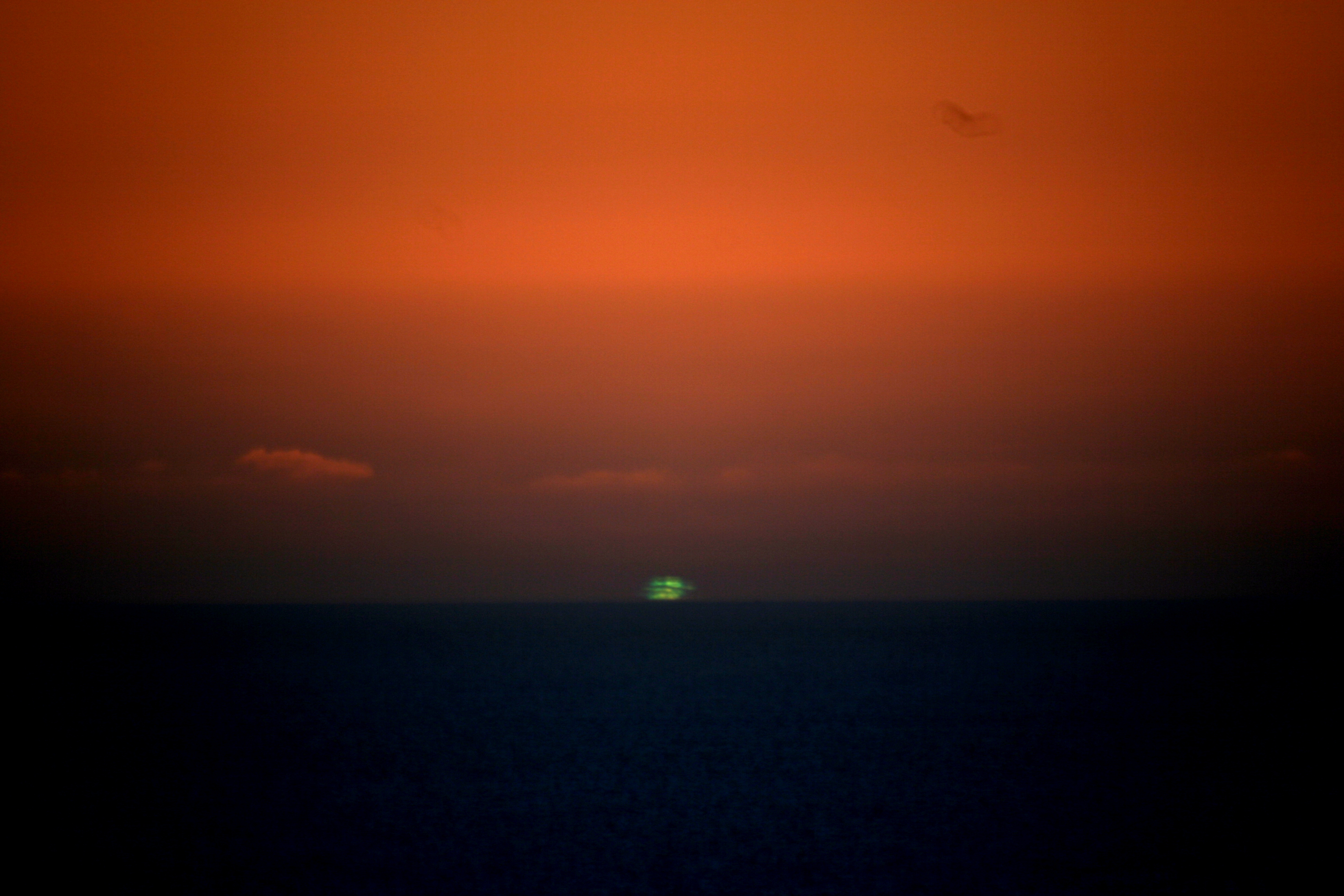
Una gran raig verd amb tres "parts" a Santa Cruz (Califòrnia)
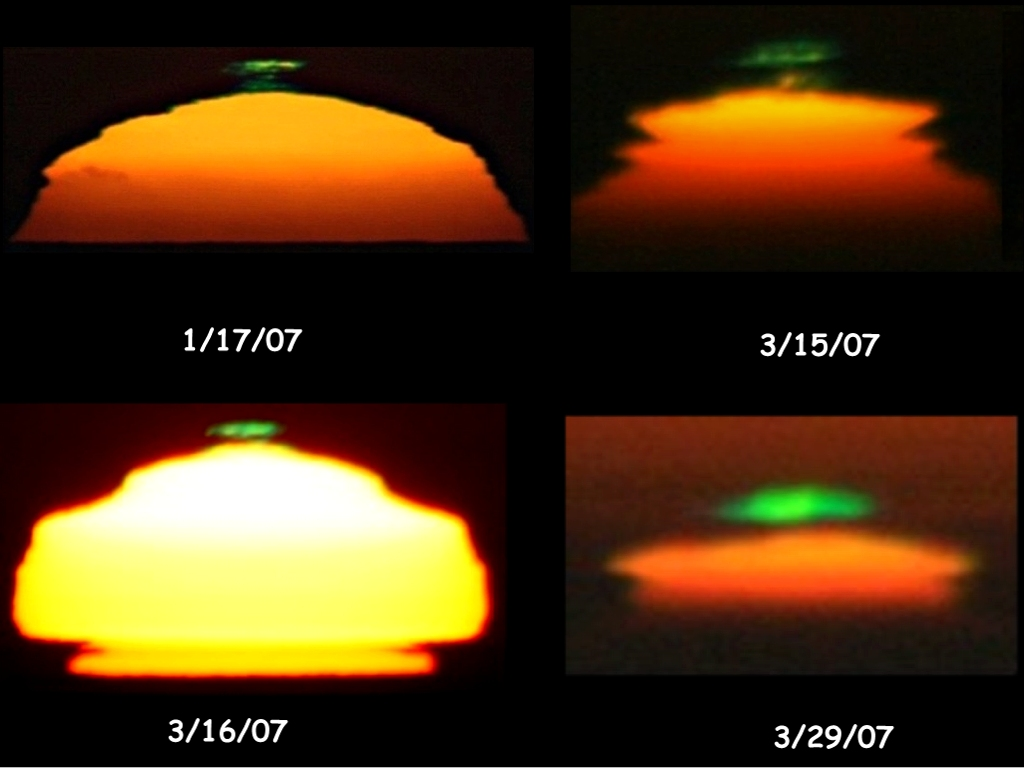
Raigs verds observats a San Francisco (Califòrnia)
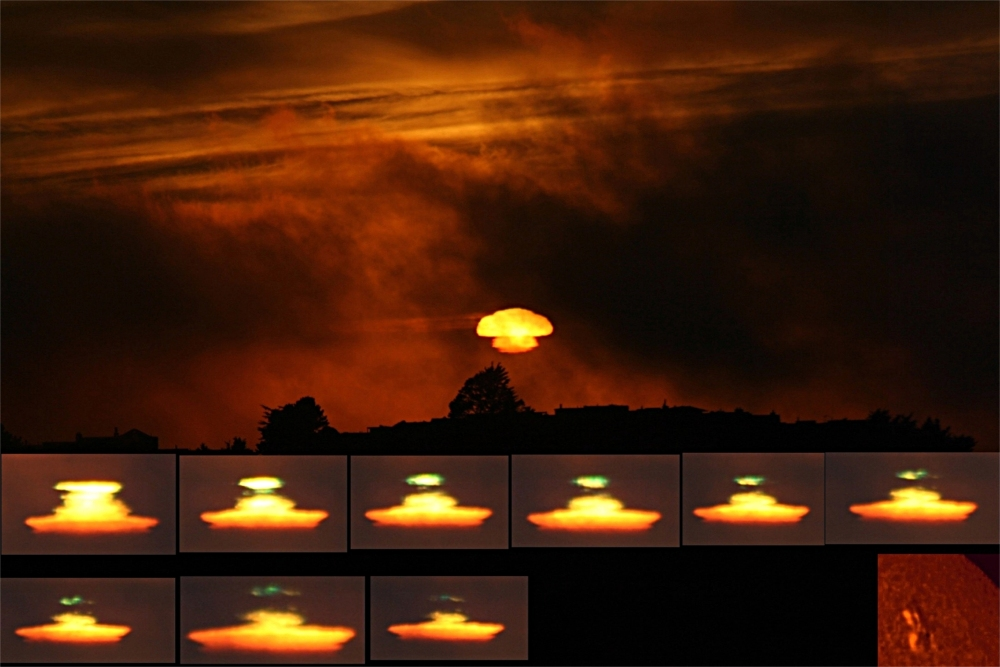
Seqüència de posta de sol amb raigs verds
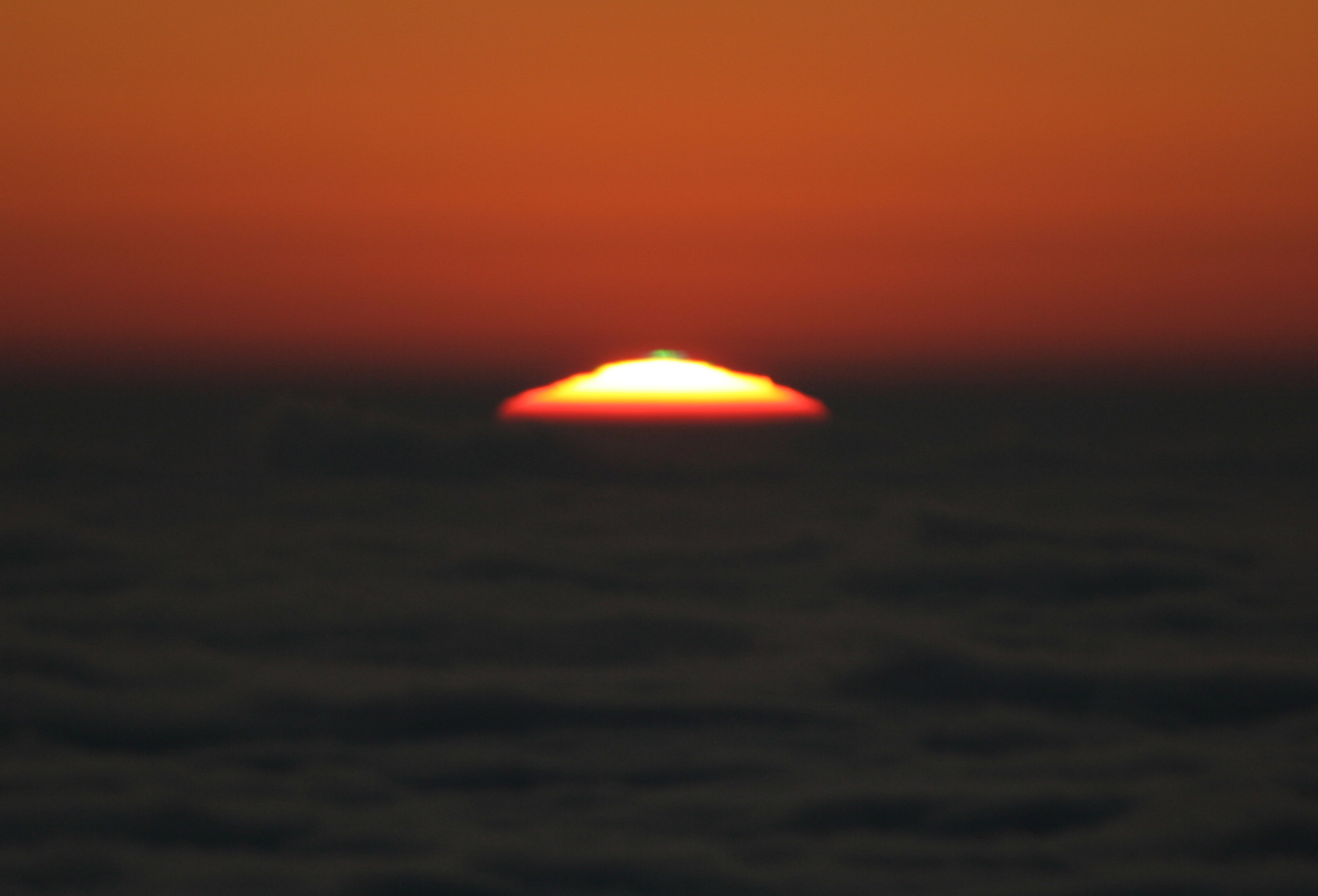
Raig verd des d'una muntanya a Nainital (l'Índia), amb forta inversió tèrmica

## Història
Tot i l'espectacularitat del fenomen, els seus registres són relativament moderns i no consten observacions dels primers astrònoms de Babilònia, Caldea o Egipte.
Es va convertir en un fenomen d'interès durant l'esclat d'interès per l'observació de l'època victoriana. La major part d'observacions apareixen en documents i cartes a les revistes científiques per part de missioners, metges i naturalistes escampats per tot l'imperi colonial en construcció, que exercien de curosos observadors de la natura, impulsats per una nova consciència de la diversitat del planeta Terra.
L'interès per l'observació dels efectes lluminosos derivats del sol varen tenir un impuls arran de dues catàstrofes naturals notables: les primeres erupcions del Tambora el 1815 i del Krakatau el 1883. Tambora va ser la major erupció volcànica des de l'explosió protohistòrica de Santorí (c. 1500 aC) a la Mediterrània oriental, que va anorrear la civilització minoica. Krakatau va ser una erupció menor, però va passar en un moment de gran sensibilitat científica i, per tant, va ser més acuradament observada.
Els primers registres científics de l'observació del raig verd va ser realitzada per W. Swan el 1865, quan va veure una "enlluernadora emergència verda" en sortir el sol sobre una muntanya distant. Posteriorment, altres observadors ho varen veure millor a l'alba que al capvespre, tot i que saber exactament on mirar presenta un problema. Cal assenyalar que Swan no va publicar les seves observacions fins al 1883, després que hagués crescut l'atenció mundial pels efectes solars i altres fenòmens derivats de l'esdeveniment de Krakatau.
Encara que l'observació de Swan és generalment acceptada com la primera menció científica del raig verd, hi ha un altre fet documentat 31 anys abans pel capità George Back, comandant de l'expedició del HMS Terror a l'Àrtida el 1863, on va ser vist.
La gran difusió de la novel·la de Jules Verne de 1882 marca una fita, fins a tal punt que el gran científic britànic lord Kelvin feia referència explícita a la novel·la de Verne quan el 1899 va escriure les seves observacions sobre el "raig blau" just quan el sol es va elevar sobre el mont Blanc. A les seves memòries esmenta que abans, el 1893, havia vist el raig verd en la posta de sol. El 1926 el nombre d'avistaments s'havia tornat tan gran que el tema fins i tot va ser tesi doctoral de P. F. Keuper. Moltes de les observacions eren a bord de vaixells, donant un fort indici de la causa del fenomen.

## Tractament a la ficció

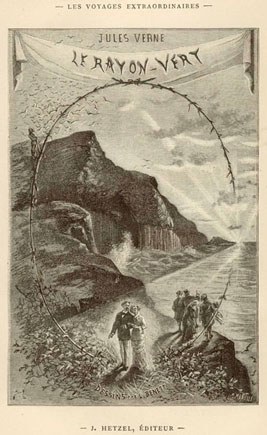
Portada del llibre de Jules Verne

El 1882 Jules Verne va publicar en Le Temps una novel·la de fulletó sota el nom de Le Rayon vert (El raig verd) dins de la seva línia de novel·les de viatges fantàstics. En aquest cas té unes connotacions romàntiques.
Relata la història de la jove escocesa Hellena Campbell, a qui els seus oncles Sam i Sib Melville pretenen casar amb un candidat de conveniència, mentre que ella pretén un altre. Tots junts aniran per les illes de la costa occidental d'Escòcia cercant l'oportunitat d'observar el fenomen del raig verd, perquè existia una vella llegenda que atribuïa al raig verd la capacitat de fer que s'enamoressin aquells que el veiessin junts. La intenció del personatge és retardar el matrimoni forçat, i pensa que observant el raig verd podrà aclarir la seva ment i la seva ànima. En la seva recerca èpica per les costes Hellena s'assabenta dels límits de la seva paciència i valentia i descobreix la seva pròpia i veritable identitat.
La gran difusió que tenia l'obra de Verne va fer que el fenomen del raig verd fos mundialment conegut.
Pocs anys després del centenari de la novel·la de Verne, el director francès Éric Rohmer va realitzar una pel·lícula amb el mateix nom, Le Rayon vert, que va aconseguir guanyar el Lleó d'Or al Festival Internacional de Cinema de Venècia. Al film, Delphine, la protagonista, passeja per Biarritz quan escolta la interessant conversa d'un grup d'amics que parlen del llibre de Jules Verne. Delphine està decidida a abandonar ja Biarritz quan a l'estació coneix un pretendent que la ronda i la invita a anar a Donibane Lohizune. Indecisa i escèptica accepta la proposta, amb la gran fortuna per a la parella que, arribats a la ciutat, el providencial senyal de futur i esperança que la jove idealista tan tossudament havia perseguit se li revela per fi: el raig verd de la posta de sol.